# 芬芬格峰

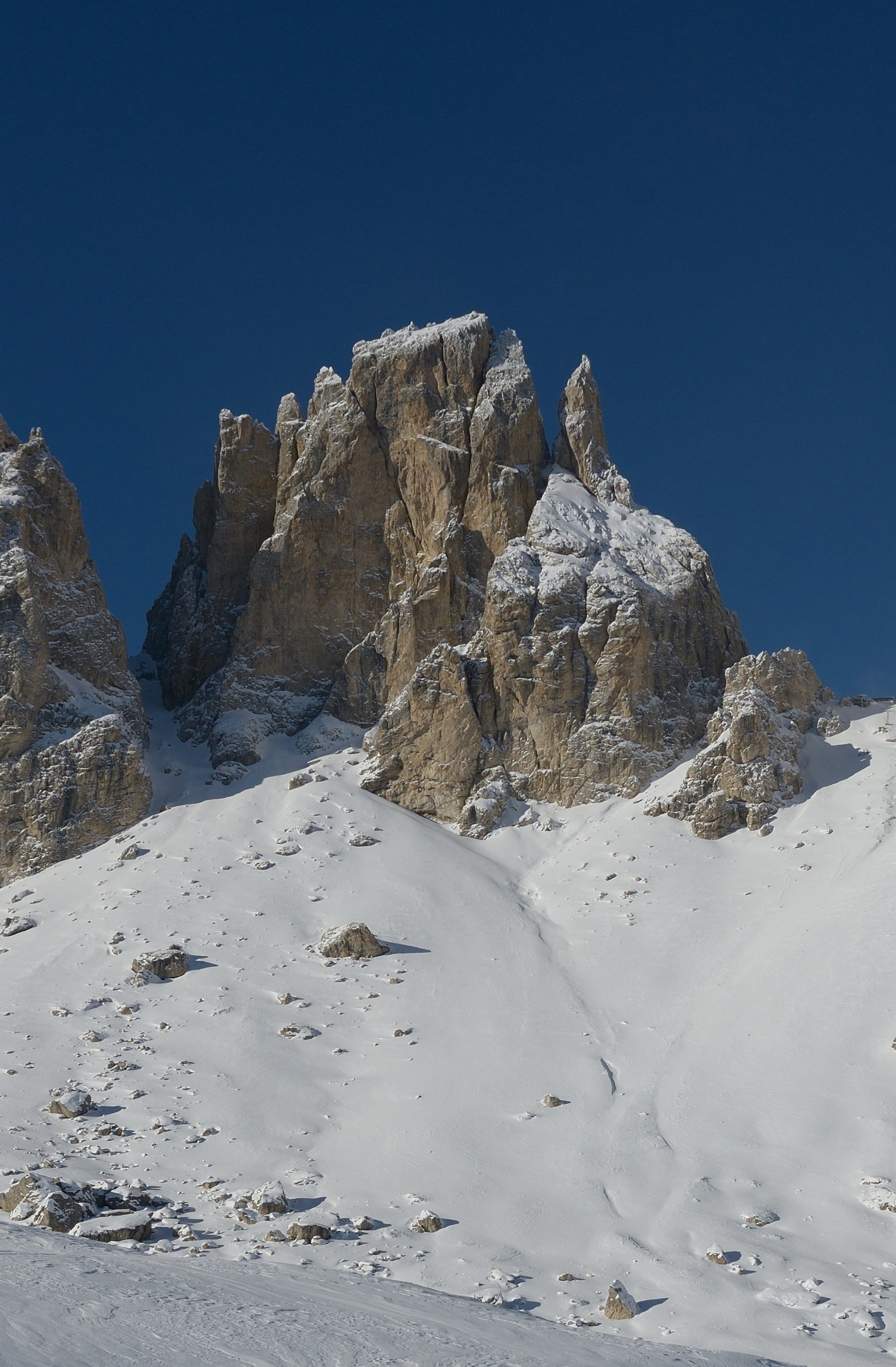

46°30′49″N 11°44′16″E / 46.513634°N 11.737819°E
芬芬格峰（義大利語：Fünffingerspitze），是意大利的山峰，位於該國東北部，由博爾扎諾-南蒂羅爾自治省負責管轄，屬於蘭科費爾山脈的一部分，距離格羅曼峰0.3公里，海拔高度2,996米。